# Anne Walker
Anne Walker est une artiste peintre et graveuse née en 1933 à Boston, dans le Massachusetts (États-Unis).

## Biographie
Née à Boston en 1933, Anne Walker étudie la gravure sur bois à Smith College, Northampton (MA), avec Seong Moy.  
Arrivée en France vers 1954, elle fréquente l'Académie de la Grande Chaumière et s'initie à l'eau-forte dans l'atelier de Johnny Friedlaender. Diplômée du Smith College en 1956, Anne Walker s'installe alors définitivement à Paris. 
Son œuvre gravée compte à ce jour plus de 330 planches en couleur et un certain nombre de livres d'artiste comportant des gravures. En 1986, elle commence à travailler sur des œuvres à la gouache et au pastel, technique qu'elle privilégie depuis. Parallèlement, elle réalise des livres peints, à exemplaire unique ou à séries très limitées, pour accompagner des textes poétiques qu'elle apprécie, notamment ceux de ses amis écrivains Michel Butor et Bernard Noël,. 
"Aussi longtemps que l'attention demeure tendue, la peinture emplit toute la vue, et il se passe alors quelque chose d'unique parce que l'œuvre d'Anne Walker est regardée comme un paysage sans être le moins du monde confondue avec un paysage. Ce n'est plus une image, c'est un espace où des éléments dégagent une énergie que le regard fait sienne. Tout se joue désormais, non plus par rapport à une représentation, mais par rapport à une répartition de matières colorées dont les effets visuels concentrent l'émotion.", Bernard Noël.
Anne Walker est l'épouse de l'artiste Bertrand Dorny.